# Rešetari
Rešetari è un comune della Croazia di 5 171 abitanti della regione di Brod e della Posavina.